# Lake Park (Minnesota)
Pour les articles homonymes, voir Lake Park (homonymie).
Lake Park est une ville américaine située dans le Comté de Becker, dans le Minnesota. Selon le recensement de 2010, sa population est de 783 habitants.